# Champteussé-sur-Baconne
Champteussé-sur-Baconne è un ex comune francese di 234 abitanti situato nel dipartimento del Maine e Loira nella regione dei Paesi della Loira. Dal 1º gennaio 2016 è accorpato al nuovo comune di Chenillé-Champteussé.

## Società

### Evoluzione demografica
Abitanti censiti